# Super League Basketball
La Super League Basketball (SLB) è una lega professionistica maschile di pallacanestro. Fondata nel 2024, la competizione ha sostituito la precedente British Basketball League (BBL) come massimo campionato maschile di pallacanestro nel Regno Unito.

## Storia
Dal 1987, la British Basketball League (BBL) è stata la principale competizione di pallacanestro nel Regno Unito. Nel 2024, tuttavia, la Basketball League Ltd (BLL), società responsabile della gestione della BBL, si trovava in gravi difficoltà finanziarie. A causa di questa situazione di incertezza, la British Basketball Federation (BBF) ha revocato con effetto immediato la licenza operativa concessa alla BLL per l'organizzazione del campionato professionistico maschile. Nello stesso giorno, un nuovo organismo chiamato Premier Basketball Limited è stato fondato da un consorzio di squadre precedentemente appartenenti alla BBL. Il consorzio, guidato da Sarah Backovic, direttrice degli Sheffield Sharks, ha ottenuto dalla BBF una licenza triennale per gestire la massima competizione maschile, in sostituzione della BBL.
Il 2 agosto 2024 è stato annunciato il nome della nuova competizione: Super League Basketball. Alla prima edizione della nuova lega hanno partecipato 9 squadre: 8 provenienti dall'Inghilterra ed 1 proveniente dalla Scozia.
Vaughn Millette venne nominato presidente ad interim della nuova lega, ma dopo un solo anno in carica, nel luglio del 2025, ha annunciato le proprie dimissioni a seguito di alcune dichiarazioni pubbliche rilasciate, in cui accusava la presenza di razzismo e pregiudizi inconsci all'interno del basket britannico.

## Formato
La Super League Basketball, nella sua stagione inaugurale ha adottato un formato articolato in quattro distinte competizioni: SLB Championship, SLB Trophy, SLB Cup e SLB Playoff. Un modello, ispirato alla tradizione cestistica del Regno Unito.
Il primo torneo a partire è l' SLB Trophy, che apre ufficialmente la stagione a fine settembre. In un formato a gironi della durata di cinque settimane, il Trophy occupa la fase iniziale del campionato, fino a inizio novembre. Dopo la fase a gironi le prime due classificate si qualificano per le semifinale, dove si affrontano in due gare, per determinare le due squadre che si giocano il trofeo nella finale secca.
A febbraio, prende il via la SLB Cup, che si disputa nell’arco di sei settimane e vede la propria conclusione con la finale a marzo. A questa competizione oltre alle squadre della SLB, vengono invitate delle squadre wildcard sia dalla English Basketball League che dalla Scottish Basketball League.
Parallelamente al Trophy e alla Cup, si svolge la competizione principale della stagione, SLB Championship, ovvero il campionato regolare, che inizia a novembre e si conclude ad aprile. Dalla classifica finale del Championship vengono decise le otto squadre che accedono ai Playoff, ossia la fase conclusiva della stagione.
Gli SLB Playoff, sono strutturati con quarti di finale e semifinali su doppia sfida, con una Finalissima a Londra, dove si assegna il titolo di campioni.

## Squadre attuali
| Squadra               | Città              | Arena                      | Capacità | Fondazione |
| --------------------- | ------------------ | -------------------------- | -------- | ---------- |
| Bristol Flyers        | Bristol            | SGS College Arena          | 750      | 2006       |
| Caledonia Gladiators  | East Kilbride      | Playsport Arena            | 1,800    | 1998       |
| Cheshire Phoenix      | Ellesmere Port     | Cheshire Oaks Arena        | 1,400    | 1984       |
| Leicester Riders      | Leicester          | Mattioli Arena             | 2,400    | 1967       |
| London Lions          | Londra (Stratford) | Copper Box                 | 6,000    | 1977       |
| Manchester Basketball | Manchester         | National Basketball Centre | 2,000    | 2024       |
| Newcastle Eagles      | Newcastle          | Vertu Motors Arena         | 2,800    | 1976       |
| Sheffield Sharks      | Sheffield          | Canon Medical Arena        | 2,500    | 1991       |
| Surrey 89ers          | Guildford          | Surrey Sports Park         | 970      | 2024       |

## Regolamento
Giocatori stranieri
Le regole attuali consentono a ciascuna squadra di schierare un massimo di sei giocatori non in possesso della qualifica di “British-qualified” per partita. Sono esclusi da questo conteggio i giocatori naturalizzati o con permesso di soggiorno permanente.
Salary cap
È previsto un tetto salariale di 400.000 sterline per stagione, valido per tutte le squadre della SLB, escludendo il giocatore britannico qualificato con l’ingaggio più alto. Le squadre che superano questo limite sono soggette a sanzioni. Lo stipendio medio di un giocatore si aggira intorno alle 31.000 sterline a stagione.
Regolamento trasferimenti
Le squadre possono impiegare non più di nove giocatori stranieri nell’arco di una singola stagione. I trasferimenti sono consentiti durante la pre-season e per tutta la stagione regolare, fino alla chiusura del mercato fissata al 28 febbraio (o 29 febbraio in caso di anno bisestile).

## Albo d'oro

### SLB Championship
| Stagione | Campione     | Secondo posto    | Terzo posto      |
| -------- | ------------ | ---------------- | ---------------- |
| 2024–25  | London Lions | Leicester Riders | Sheffield Sharks |

### SLB Playoff
| Stagione | Campione         | Risultato | Finalista        | Sede finale          | Most Valuable Player |
| -------- | ---------------- | --------- | ---------------- | -------------------- | -------------------- |
| 2024–25  | Leicester Riders | 105–74    | Newcastle Eagles | The O2 Arena, London | Jaylin Hunter        |

### SLB Trophy
| Stagione | Campione         | Risultato | Finalista      | Sede finale                  | Most Valuable Player |
| -------- | ---------------- | --------- | -------------- | ---------------------------- | -------------------- |
| 2024–25  | Newcastle Eagles | 97–78     | Bristol Flyers | Arena Birmingham, Birmingham | Mike Okauru          |

### SLB Cup
| Stagione | Campione         | Risultato | Finalista    | Sede finale                  | Most Valuable Player |
| -------- | ---------------- | --------- | ------------ | ---------------------------- | -------------------- |
| 2024–25  | Sheffield Sharks | 105–97    | Surrey 89ers | Nottingham Arena, Nottingham | Donovan Clay         |

## Titoli per squadre
| Squadra          | Championship | Playoff | Cup | Trophy | Totale |
| ---------------- | ------------ | ------- | --- | ------ | ------ |
| Leicester Riders | 0            | 1       | 0   | 0      | 1      |
| Newcastle Eagles | 0            | 0       | 0   | 1      | 1      |
| London Lions     | 1            | 0       | 0   | 0      | 1      |
| Sheffield Sharks | 0            | 0       | 1   | 0      | 1      |